# Louise Huff
Louise Huff, o anche Louise Huff Stillman, (Columbus, 14 novembre 1895 – New York, 22 agosto 1973), è stata un'attrice statunitense che ha lavorato nel cinema muto.

## Biografia
Parente del presidente degli Stati Uniti James Knox Polk (1795 – 1849), cominciò la sua carriera di attrice all'età di 15 anni, lavorando in teatro. Il suo debutto cinematografico fu nel 1913 con In the Bishop's Carriage, un film di Edwin S. Porter. Nel 1917, ebbe il ruolo di ingenua a fianco di Jack Pickford in Seventeen. Anche sua sorella Justina Huff diventò una star per la compagnia Lubin Manufacturing Company.
Il suo ultimo film lo girò nel 1922, quando fu diretta da Henry King in The Seventh Day. In tutto, girò 57 film.

## Vita privata
Dopo aver divorziato dall'attore e regista Edgar Jones con cui aveva fatto coppia in numerosi film, si sposò con Edwin A. Stillman, un industriale di macchine idrauliche. Negli ultimi anni, visse a New York dove morì nel 1973, a 78 anni.

## Filmografia
La filmografia - basata su IMDb - è completa.

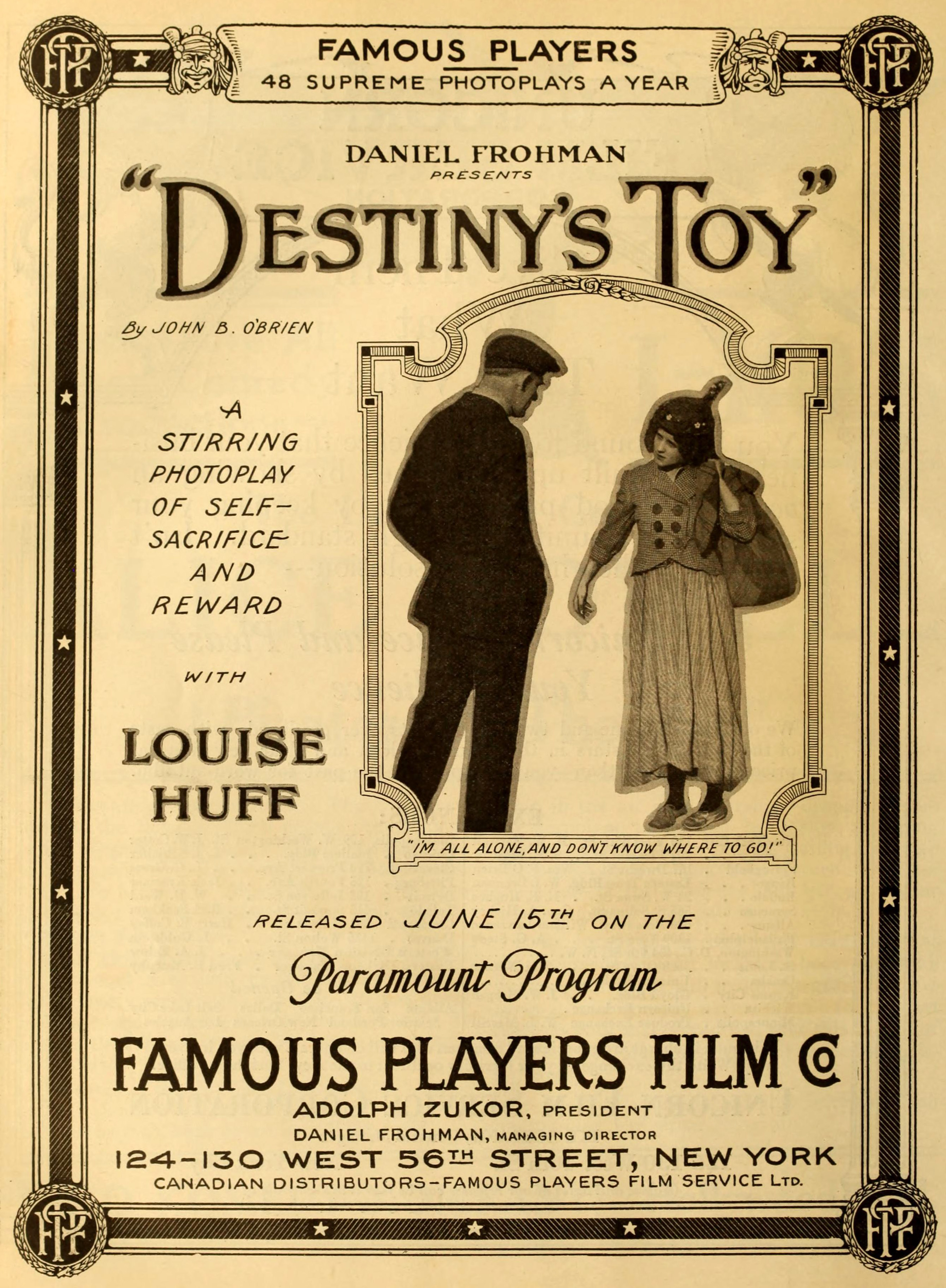
Destiny's Toy (1916)

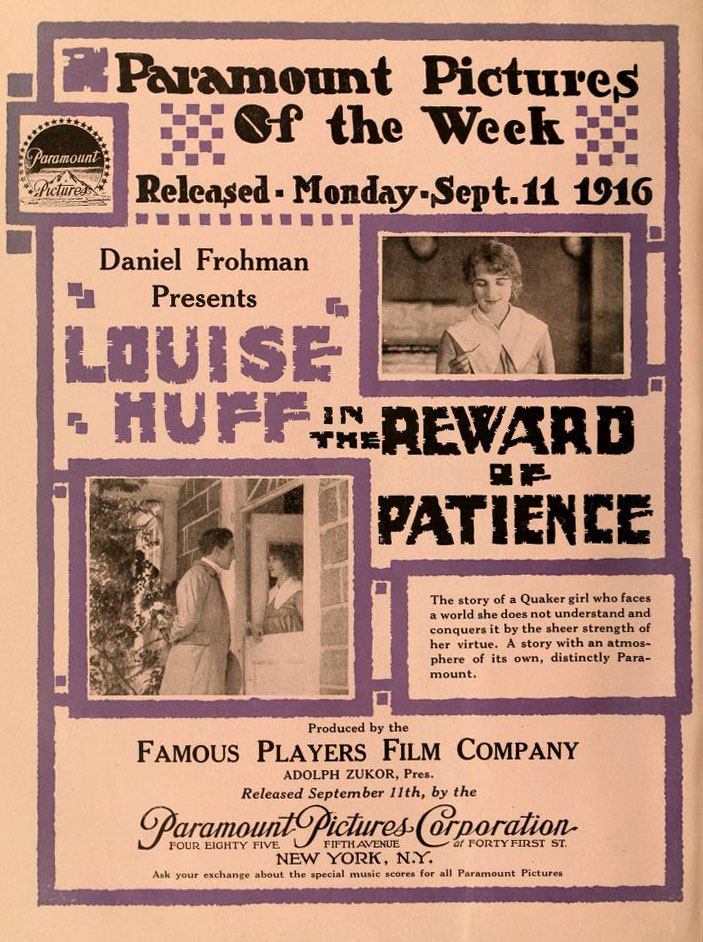
The Reward of Patience (1916)

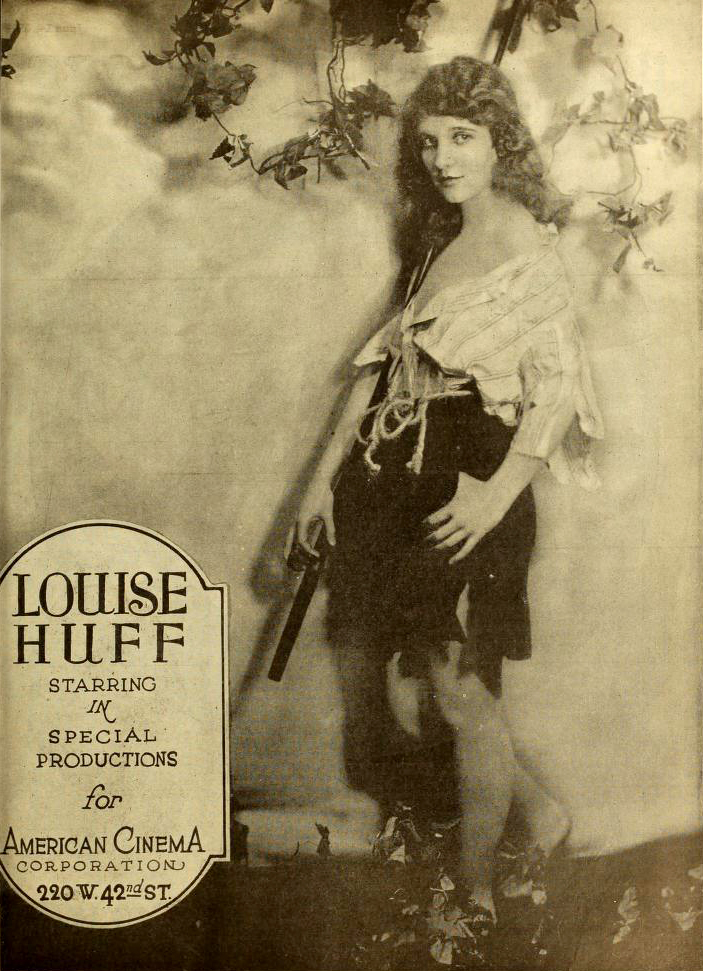
Pubblicità (1919)

- The Supreme Sacrifice, regia di George Nichols (1913)
- In the Bishop's Carriage, regia di J. Searle Dawley, Edwin S. Porter (1913)
- Her Supreme Sacrifice (1913)
- Caprice, regia di J. Searle Dawley (1913)
- Her Sick Father (1913)
- A Waif of the Desert, regia di Edgar Jones (1913)
- The Hazard of Youth, regia di George Terwilliger (1913)
- An Enemy's Aid (1913)
- Before the Last Leaves Fall, regia di Edgar Jones (1913)
- Between Two Fires, regia di Edgar Jones (1914)
- The Inscription, regia di Edgar Jones (1914)
- Treasures on Earth, regia di Edgar Jones (1914)
- The Vagaries of Fate, regia di Edgar Jones (1914)
- Fitzhugh's Ride, regia di Edgar Jones (1914)
- The Reward (1914)
- In the Gambler's Web, regia di Edgar Jones (1914)
- The Weaker Brother, regia di Edgar Jones (1914)
- A Deal in Real Estate (1914)
- A Chance in Life
- A Pack of Cards (1914)
- Love's Long Lane, regia di Edgar Jones (1914)
- A Country Girl, regia di Edgar Jones (1914)
- The Struggle Everlasting, regia di Edgar Jones (1914)
- The Aggressor, regia di Edgar Jones (1914)
- The Shell of Life
- On Lonesome Mountain
- The Greater Love, regia di Edgar Jones (1914)
- The Girl at the Lock, regia di Edgar Jones (1914)
- The Mountain Law (1914)
- In the Hills of Kentucky, regia di Edgar Jones (1914)
- Stonewall Jackson's Way, regia di Edgar Jones (1914)
- The Unknown Country
- On Moonshine Mountain
- The Shanghaied Baby, regia di George Terwilliger (1915)
- The Nameless Fear, regia di Edgar Jones (1915)
- The Little Detective (1915)
- The Winthrop Diamonds, regia di Edgar Jones (1915)
- The Stroke of Fate, regia di Joseph W. Smiley (1915)
- Indiscretion, regia di Edgar Jones (1915)
- A Romance of the Navy, regia di George Terwilliger (1915)
- Marse Covington, regia di Edwin Carewe (1915)
- Where the Road Divided, regia di Edgar Jones (1915)
- For $5,000 a Year, regia di Edwin B. Tilton[2] (1915)
- The Old Homestead, regia di James Kirkwood (1915)
- The Ransom, regia di Edmund Lawrence (1916)
- The Sphinx, regia di John G. Adolfi (1916)
- Blazing Love, regia di Kenean Buel (1916)
- Destiny's Toy, regia di John B. O'Brien (1916)
- The Reward of Patience, regia di Robert G. Vignola (1916)
- Seventeen, regia di Robert G. Vignola (1916)
- Great Expectations, regia di Robert G. Vignola e Paul West (1917)
- The Lonesome Chap, regia di Edward LeSaint (1917)
- Freckles, regia di Marshall Neilan (1917)
- What Money Can't Buy, regia di Lou Tellegen (1917)
- The Varmint, regia di William Desmond Taylor (1917)
- Ghost House, regia di William C. de Mille (1917)
- Jack and Jill, regia di William Desmond Taylor (1917)
- Wild Youth, regia di George Melford (1918)
- His Majesty, Bunker Bean, regia di William Desmond Taylor (1918)
- Mile-a-Minute Kendall, regia di William Desmond Taylor (1918)
- Sandy, regia di George Melford (1918)
- T'Other Dear Charmer, regia di William P.S. Earle (1918)
- The Sea Waif, regia di Frank Reicher (1918)
- Heart of Gold, regia di Travers Vale (1919)
- The Crook of Dreams, regia di Oscar Apfel (1919)
- The Little Intruder, regia di Oscar Apfel (1919)
- Oh, You Women!, regia di John Emerson (1919)
- The Stormy Petrell, regia di Van Dyke Brooke (1919)
- What Women Want, regia di George Archainbaud (1920)
- The Dangerous Paradise, regia di William P.S. Earle (1920)
- Disraeli, regia di Henry Kolker (1921)
- The Seventh Day, regia di Henry King (1922)